# Ubena von Bremen
Le Ubena von Bremen est le nom donné à une réplique de cogue de la Ligue hanséatique de 1380.

Son port d'attache es Bremerhaven  en  Allemagne.

## Histoire
C'est d'une épave de cogue trouvée en 1962 et exposée au Deutsches Schiffahrtsmuseum de Bremerhaven que trois répliques presque identiques ont été construites : Ubena von Bremen, Kieler Hanse-Kogge (1991) et Roland von Bremen (2000). Cette première a été réalisée par le chantier naval Hanse-Kogge-Werft de Bremerhaven de 1988 à 1900.

Il a été lancé le 27 juillet 1991 et a visité les anciennes villes de la Ligue hanséatique : Lübeck, Wismar, Szczecin, Gdansk, Greifswald, Stralsund, Rostock et Kiel. En 1992 il a visité : Emden, Papenburg, Sassnitz, Visby, Stockholm, Riga, Reval, Memel et Kaliningrad. 

Le Ubena von Bremen est visitable à quai proche du Historisches Museum à Bremerhaven et peut être  affrété pour des célébrations privées, des activités d'entreprise et des groupes. Il participe aussi à des rassemblements de voiliers traditionnels en mer baltique comme le Hanse Sail de Rostock.